# Find Me Guilty – Der Mafiaprozess
Find Me Guilty – Der Mafiaprozess (Originaltitel: Find Me Guilty) ist ein US-amerikanisches Gerichtsdrama von Sidney Lumet. Der 2006 veröffentlichte Film beruht auf einer wahren Begebenheit und handelt vom längstdauernden Mafiaprozess in den Vereinigten Staaten.

## Handlung
Jackie DiNorscio, von allen nur Jackie Di genannt, wird von seinem eigenen Cousin Tony Compagna angeschossen. Nachdem er aus dem Krankenhaus entlassen wurde, wird er bei einem Drogendeal festgenommen und zu 30 Jahren Haft verurteilt. Unterdessen hat sich sein Cousin aus Angst vor Jackies Rache dem FBI anvertraut. Diese bereiten gerade einen Großfall nach dem RICO-Act gegen die Calabrese-Familie vor. Auch Jackie bieten sie eine Zusammenarbeit gegen Strafmilderung an, doch dieser lehnt ab. Schließlich wird er zusammen mit 20 weiteren Mitgliedern der Calabrese-Familie angeklagt. Da sein letzter Anwalt ihm nicht wirklich helfen konnte, entscheidet sich Jackie dazu, sich selbst zu verteidigen.
Zu Anfang der Verhandlung übernimmt Jackie die Rolle des Witzboldes. Damit bringt er zwar die Geschworenen zum Lachen, sorgt aber auch für Ärger in den Reihen der Verteidigung. Während einer Mittagspause droht ihm der Pate Nick Calabrese, seinen Namen nicht noch einmal in den Mund zu nehmen. Nach mehreren Monaten, in denen Jackie den Gerichtssaal regelrecht in eine Zirkusveranstaltung verwandelt hat, stellt der Richter ihm ein Ultimatum. Und tatsächlich: Jackie ändert sein Verhalten und versucht sich seriöser zu benehmen. Die Anklage jedoch nutzt jede Gelegenheit und Schwäche von Jackie aus. Bei einer Leibesvisitation kurz vor dem Verhör von Tony Compagna eskaliert die Situation und Jackie wird von den Wärtern zusammengeschlagen. Verletzt erscheint er im Gerichtssaal, schweigt jedoch zu den Fragen des Richters und gibt an, hingefallen zu sein. Er verzichtet später darauf, seinen drogensüchtigen Cousin ins Kreuzverhör zu nehmen.
Nach zwei Jahren ist der Prozess zu Ende und Anklage und Verteidigung halten ihre Schlussplädoyers. Der Verteidiger der Familie plädiert, dass die Angeklagten nur wegen ihrer italienischen Herkunft angeklagt seien und nichts bewiesen sei. Jackie beschwört die Jury nicht seine Freunde zu bestrafen und von ihren Familien zu trennen, sondern stattdessen ihn alleine für schuldig zu befinden, da er sowieso 30 Jahre absitzen muss. Doch nach sensationellen 14 Stunden Beratungszeit spricht die Jury die gesamte Mafiafamilie frei. Jackie kehrt ins Gefängnis zurück und erhält Applaus von seinen Mitgefangenen. Im Abspann wird erwähnt, dass er insgesamt 17 Jahre abgesessen, niemals mit den Behörden kooperiert hat und nach der Haft zu seiner Familie zurückkehrte. Er starb 2004 während der Film gedreht wurde.

## Hintergrund
Sidney Lumet kehrt mit Find Me Guilty – Der Mafiaprozess zurück zu seinen Anfängen. Mit Die zwölf Geschworenen hatte er am Anfang seiner Filmkarriere bereits einen ähnlichen Film gedreht, der jedoch den Fokus mehr auf das Zusammenspiel der Jury legte.

## Veröffentlichung
Find Me Guilty wurde 2006 auf der Berlinale vorgeführt und war für den Goldenen Bär nominiert, verlor jedoch gegen Esmas Geheimnis – Grbavica. Die DVD von Sony Entertainment erschien am 20. Dezember 2007.
Der Film floppte an den Kinokassen und spielte lediglich 2.631.343 US-Dollar ein. Das Budget betrug jedoch 13 Millionen.

## Der reale Fall
Der Film basiert auf einem Mammutprozess in den Jahren 1987 bis 1988, bei dem 20 Mitglieder der Lucchese-Familie vor dem Hintergrund des RICO-Gesetzes der Verschwörung angeklagt wurden. Einer der Hauptangeklagten, Jackie DiNorscio, übernahm seine eigene Verteidigung. Tatsächlich sollen die Dialoge im Gerichtssaal auf Transkriptionen von Prozessbeobachtern beruhen. Wie im Film wurden die Angeklagten nach zwei Jahren von der Jury freigesprochen. Giacomo DiNorscio verbüßte 17 Jahre seiner 30-jährigen Haftstrafe wegen Drogenhandels und Glücksspielmanipulation. Er verstarb während der Dreharbeiten zu Find Me Guilty.

## Kritiken
Gelobt wurde vor allem die Darstellung von Jackie Di Norscio. Der Action-Darsteller Vin Diesel überzeugte die Kritiker in einer für ihn ungewohnten Rolle.

„Sidney Lumet präsentiert sich agil und präzise wie gewohnt, und Action-Star Vin Diesel überrascht als redegewandter Charakterdarsteller in einer hintergründigen Justiz-Farce.“

„Diesel vermag es, das Charisma, den Witz und vor allem die Überzeugungskraft des Mafioso glaubhaft auf die Leinwand zu bannen. Dafür musste er beim Dreh nicht nur täglich zwei Stunden in die Maske sondern sich mit reichlich Eiscreme auch einige zusätzliche Pfunde anfuttern. Damit verwandelte er sich tatsächlich in "Fat Jack". Lumet ist mit der Besetzung des Protagonisten ein Risiko eingegangen, hat mit Vin Diesel jedoch die richtige Entscheidung getroffen. "Find me guilty" ist kein innovatives und einzigartiges Meisterwerk, dafür aber ein durchaus unterhaltsames, solides – eben rundes – Mafia-Gerichts-Drama.“